# Albești község (Constanța megye)
Albești község Romániába, Dobrudzsa vidékén, Constanța megyében. A hozzá tartozó települések: Albești (községközpont), Arsa, Coroana, Cotu Văii és Vârtop.

## Fekvése
A község a megye délkeleti részén található, Mangalia városától keletre, az Albești folyó partján. Áthalad rajta a DJ391 számú megyei út mely összeköti Mangalia és Negru Vodă városokat.

## Története
Első írásos említése 1856-ból való, amikor a Krím-félszigetről érkező török lakosság telepedett le a községben. Régi török neve Sarighiol volt. 1924-ben a község egyesült Acbaș (törökül: Akbaş) községgel, az így létrejövő közigazgatási egység pedig az Albești nevet kapta.
1940-ben lakosságcsere történt, az itt élő török és bolgár lakosságot Bulgáriába kitelepítették, a Kvadriláter falvaiban élő románokat pedig Dobrudzsába vitték. Az 1970-es években egy nagyobb betelepülő hullám érkezett a községbe Moldva, Olténia és Máramaros vidékéről.
1971-ben a település határában egy 2800 négyzetméteres erőd maradványait tárták fel, amely a 3-4. századból származik.

## Lakossága
| Nemzetiségek | 2002 | 2002   |
| ------------ | ---- | ------ |
| Románok      | 3361 | 95,94% |
| Tatárok      | 114  | 3,25%  |
| Törökök      | 9    | 0,25%  |
| Magyarok     | 8    | 0,22%  |
| Ukránok      | 4    | 0,11%  |
| Romák        | 3    | 0,08%  |
| Lipovánok    | 3    | 0,08%  |
| Egyéb        | 1    | 0,02%  |
| Összesen     | 3503 | 100,0% |

## Látnivalók
A községben található egy török dzsámi és egy ortodox templom.